# Les Lucs-sur-Boulogne

Les Lucs-sur-Boulogne este o comună în departamentul Vendée, Franța. În 2009 avea o populație de 3,251 de locuitori.